# Bruce Jacobi
Harold Bruce Jacobi (Salem, Indiana, 23 juni 1935 - Indianapolis, Indiana, 4 februari 1987) was een Amerikaans autocoureur. Hij schreef zich in 1960, 1962, 1963, 1966, 1967, 1970, 1971, 1973 en 1974 in voor de Indianapolis 500, maar wist zich geen enkele keer te kwalificeren. De eerste race was ook onderdeel van het Formule 1-kampioenschap. Tussen 1960 en 1974 nam hij ook deel aan 38 USAC Championship Car-races, waarin zijn beste resultaat een vierde plaats was tijdens de Tony Bettenhausen 100 op de Illinois State Fairgrounds Racetrack in 1970.
In 1983 nam Jacobi deel aan het Gatorade Duel. Tijdens deze kwalificatieritten verloor hij de macht over het stuur in bocht 2 en vloog over de kop het gras in. Hierdoor liep hij verschillende verwondingen aan zijn hoofd op. Jacobi lag hierdoor bijna vier jaar in coma en overleed begin 1987 in het Methodist Hospital in Indianapolis.